# Asticta nigricollis
Asticta nigricollis är en fjärilsart som beskrevs av Charles Joseph de Villers 1789. Asticta nigricollis ingår i släktet Asticta och familjen nattflyn. Inga underarter finns listade i Catalogue of Life.